# Max von Stephanitz
Friedrich Emil Max von Stephanitz, meglio conosciuto come Max von Stephanitz (Dresda, 30 dicembre 1864 – Dresda, 22 aprile 1936), è stato un militare e allevatore tedesco.
Fu un esperto cinologo, che idealizzò e contribuì attivamente al riconoscimento ufficiale della razza del cane da pastore tedesco (1899)  "cane da pastore tedesco".

## Biografia
Al termine degli studi a 19 anni, si arruolò nell'esercito prussiano per intraprendere la carriera d'ufficiale.
Fu inizialmente dislocato presso l'Istituto di medicina veterinaria di Berlino, dove apprese le conoscenze di biologia che in seguito gli furono preziose per la riproduzione e la selezione su base scientifica della futura razza di cane da pastore. Si racconta che durante una pausa in occasione di alcune manovre militari lungo il fiume Reno, scorse un pastore che stazionava con il proprio gregge in prossimità d'una foresta. Vide due cani che correvano e controllavano le pecore, secondo gli appositi comandi impartiti dal pastore. Rimase colpito da questa scena a tal punto che sentì il bisogno d'acquistare almeno uno dei due cani. Avvicinò il pastore a tal proposito e gli propose dei soldi, ma questi non volle scendere a contrattazione, negandogli questa soddisfazione. Tale avvenimento, fu un segno del destino.
Nel 1883 intraprese la carriera d'ufficiale nell'esercito prussiano, e in seguito, nel 1890 fu nominato Capitano di Cavalleria, onore riservato, in specie, a ufficiali di giovane età provenienti da ceti altolocati. L'appartenenza al rango di ufficiale di cavalleria gli conferì un ruolo di prestigio all'interno della società nella quale viveva. Ciò nonostante, immediatamente dopo la nomina al grado di Capitano di Cavalleria, a dispetto delle regole d'etica comportamentale imposte dal proprio ceto d'appartenenza, egli prese in sposa una giovane donna, attrice di teatro.
Questa scelta sentimentale tuttavia lo espose alle critiche dei suoi commilitoni e in genere del suo ambiente sociale. A seguito di ciò, intese congedarsi dall'esercito.
Dopo alcuni anni dal matrimonio ebbe due figli, Otto ed Hertha.
All'età di 34 anni, ebbe così tutto il tempo necessario da dedicare alla sua vera passione: la creazione di una razza canina che rappresentasse il proprio ideale e al contempo rappresentare un vanto per la Germania.
Nel 1890 quindi si congedò dall'esercito per realizzare finalmente il proprio sogno: dedicarsi interamente alla realizzazione della sua razza canina ideale.

### Precursore della nascente razza di cane da pastore “tedesco”
Il 22 aprile 1899, fu fondata la "Deutsche Schäferhunde Verein (S.V.)" - ovvero Die Deutsche S.V. – a seguito dell'acquisto del cane da pastore "Hektor von Linksrhein" ritenuto dal capitano l'ideale precursore della costituenda razza del cane da pastore tedesco.
Occorre precisare che von Stephanitz non fu il selezionatore di Hektor (primo esemplare di cane da pastore tedesco della storia - sz 001) e questo fu il suo grande rammarico. Infatti ebbe modo di acquistarlo dall'allevatore del distretto di Francoforte, Herr Sparwasser, per la rilevante somma di 220 marchi reali (comprese le spese di trasporto).
Il cane Hektor fu rinominato Horand von Grafath, acquisendo quindi il nome dell'affisso cinofilo del capitano.
Assieme al suo amico Arthur Meyer (già socio VDH), tre allevatori di bovini, due imprenditori, un architetto, un sindaco, un albergatore e un magistrato, iniziarono una splendida avventura cinofila che si riproponeva di portare avanti su basi cinotecniche una razza di cane da pastore che integrasse una serie di caratteristiche morfologiche e caratteriali relative ai vari ceppi di cane da pastore presenti sul territorio germanico.
Divenne il presidente e Arthur Meyer il segretario generale con specifiche mansioni in merito all'aspetto organizzativo dell'associazione che per motivi di salute dovette condurre dalla propria dimora sita in Stoccarda.
Questo manipolo di intrepidi pionieri della cinofilia tedesca dettero vita a un organismo che di lì a pochi decenni diventò il club canino più numeroso e importante al mondo.
Sotto la sua dirigenza, la S.V. (Schäferhunde Verein) contava già nel 1924 oltre 57.000 soci.
Un risultato a dir poco straordinario per i tempi ponendo il club cinofilo tedesco e la razza del pastore tedesco come la prima nel mondo, in modo indiscusso.
Molte furono le associazioni nazionali che seguirono dopo la fondazione della Schäferhunde Verein nel 1899.
Nel 1935 venne deposto dalla sua carica a seguito delle imposizioni coercitive del partito nazionalsocialista, allora incontrastato in Germania.
Morì nel 37º anniversario dalla fondazione della sua società cinofila, il 22 aprile 1936.